# Moskusdun
Moskusdun er en betegnelse på dun, der har edderdunslignende egenskaber, dvs. mere krogede og større sammenhængskraft. 

## Trivia
Moskusanden kendes og sælges under navnet Berberiand.
| Dyr | Spire Denne artikel om dyr er en spire som bør udbygges. Du er velkommen til at hjælpe Wikipedia ved at udvide den. |